# Mellby Viking
Mellby Viking, född 3 maj 2008 på Mellby Gård i Hässleholm i Skåne län, är en svensk varmblodig travhäst. Han tränades av Timo Nurmos och kördes av Jorma Kontio.
Mellby Viking tävlade åren 2011–2017 och sprang in 3,5 miljoner kronor på 39 starter varav 19 segrar och 4 andraplatser. Han tog karriärens största segrar i Örebro Intn'l (2014, 2016), Harper Hanovers Lopp (2014), Gulddivisionsförsök (juli 2015) och Lyon Grand Prix (2015). Han satte världsrekord över 3160 meter den 24 maj 2014 på Solvalla, då han segrade på kilometertiden 1.12,5 över 3160 meter i Harper Hanovers Lopp. Rekordet slogs av Bird Parker 2016.

## Karriär
Mellby Viking gjorde sin första start på Örebrotravet den 20 september 2011 i ett lopp som han vann med fem längder. Han var därefter obesegrad i sina nio första felfria (utan galopp) starter.
Den 3 maj 2014 vann Mellby Viking stayerloppet Örebro Intn'l. Den 24 maj 2014 på Solvalla travade han, med kusken Jorma Kontio, nytt världsrekord över 3160 meter på kilometertiden 1.12,5 i samband med att han segrade i Harper Hanovers Lopp. Säsongen 2015 årsdebuterade han med start i Örebro Intn'l och slutade på andraplats. Han var även tvåa i Harper Hanovers Lopp den 30 maj 2015. Den 18 juli 2015 på Axevalla travbana segrade han i sin debut i Gulddivisionen. I augusti 2015 segrade han i Lyon Grand Prix på Åbytravet. Säsongen 2016 vann Örebro Intn'l för andra gången i karriären.
Den 22 juli 2016 blev det klart att ägarna väljer att flytta Mellby Viking från tränare Timo Nurmos på Solvalla till Fabrice Souloy i Frankrike. Den 10 september flyttades Mellby Viking tillbaka till Nurmos. Han hann aldrig debutera i Souloys regi utan flyttades hösten 2016 tillbaka till Nurmos.
I början av februari 2017 togs beslutet att Mellby Viking slutar att tävla och ska istället vara verksam som avelshingst på Mellby Gårds stuteri söder om Hässleholm i Skåne län.